# Île de San Antón (Pontevedra)
L' Île de San Antón, (en espagnol Isla de San Antón  et en galicien Illa de San Antón), est une île inhabitée appartenant à l' archipel de San Simón, avec l'île de San Simón et d'autres îlots de la Ría de Vigo. Elle appartient à la paroisse de Cesantes de la commune galicienne de Redondela, en Espagne.

## Description
Elle préside l'ensenada de San Simón (es), à l'extrémité intérieure de l'estuaire de Vigo, qui baigne les communes de Redondela, Soutomaior et Vilaboa. Elle est reliée à l'île de San Simón par un pont. Les deux îles mesurent ensemble 250 m de long et 84 m de large. Il y a également deux autres petits îlots, San Bartolomé et San Norberto.

## Aire protégée
Les deux îles sont classées Site d'intérêt culturel, catégorie site historique, depuis le 29 juillet 1999.
Elles sont aussi une zone spéciale de conservation du Réseau Natura 2000.

## Historique

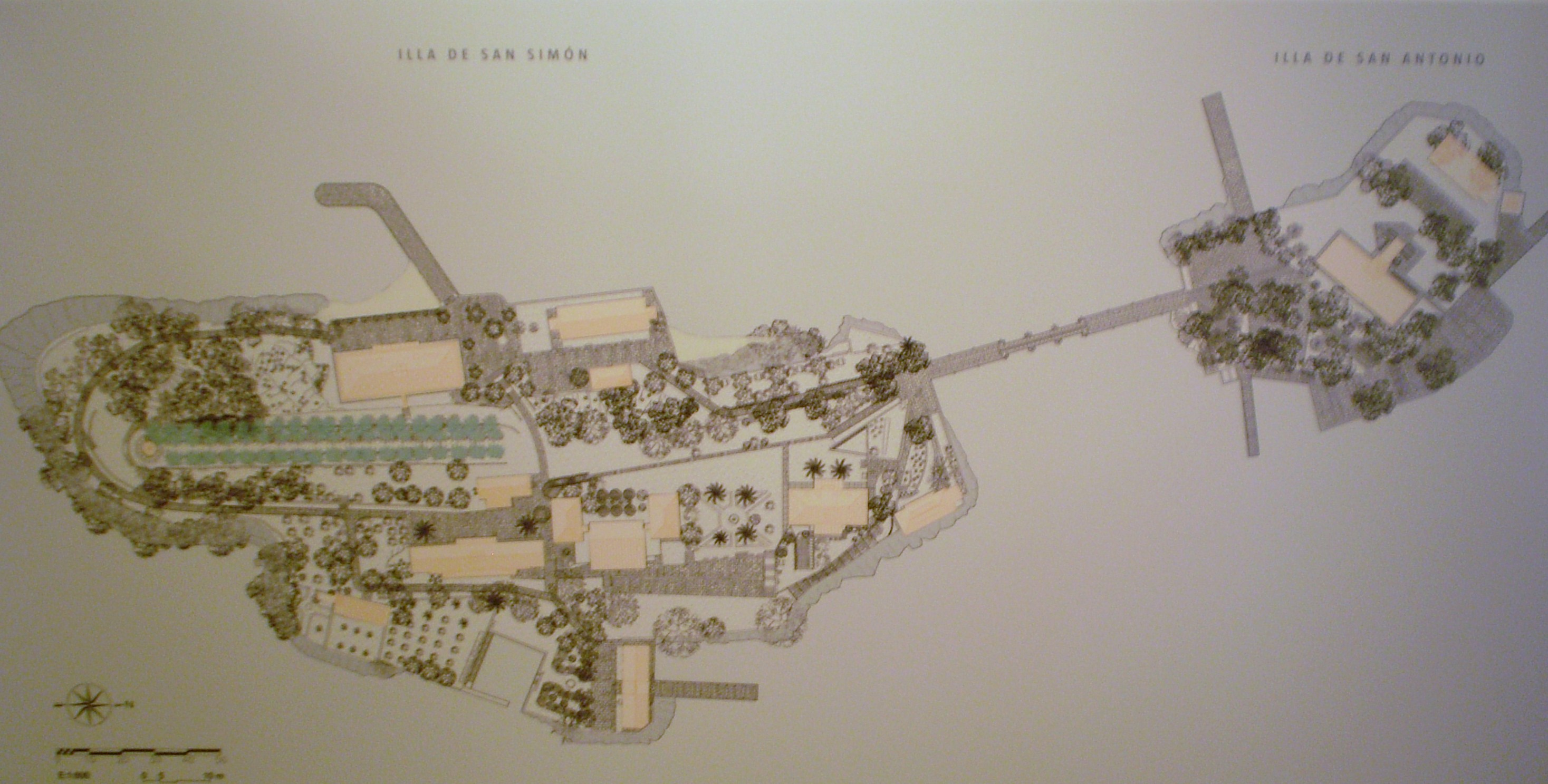
Carte de l'archipel de San Simon

Sur l'île de San Antón (qui mesure à peine 1,2 ha) il y avait une léproserie comme celle voisine de San Simón, mais sa léproserie était classée comme « léproserie sale », tandis que celle de San Simón était une « léproserie propre », en raison de la virulence de la maladie des patients qu'ils accueillaient. Le lazaret fut définitivement fermé en 1927.
Le bâtiment, qui est encore conservé, avec d'autres bâtiments, parmi les eucalyptus qui couvrent l'île, a servi de prison de 1936 à 1940 pour les opposants au soulèvement militaire du général Francisco Franco.
Après la guerre, tous les bâtiments des deux îles furent utilisés par l'OJE, l'organisation de jeunesse de la Phalange espagnole des JONS, le seul parti autorisé pendant la dictature franquiste.

## Galerie

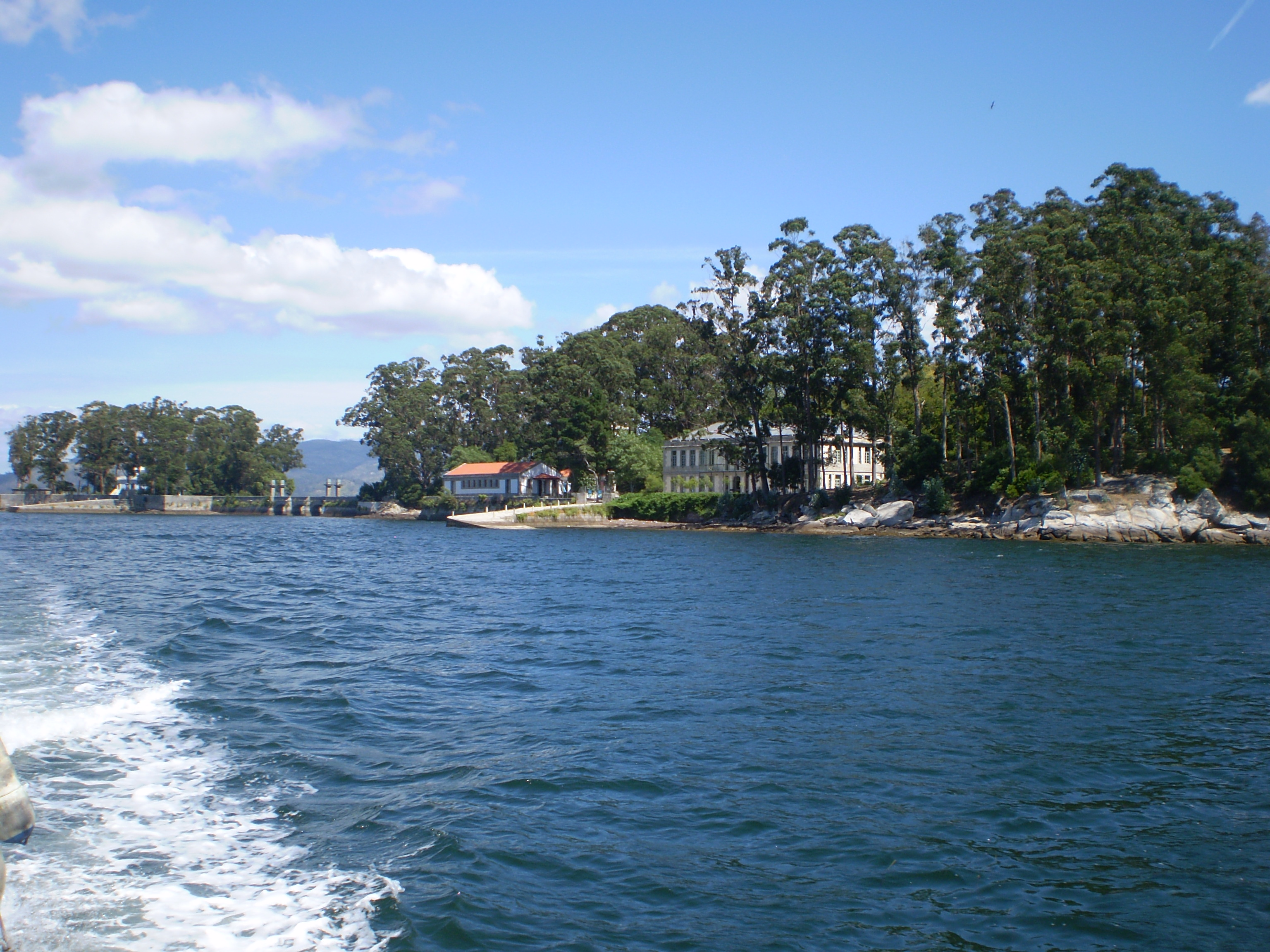
Presqu'île de San Simón
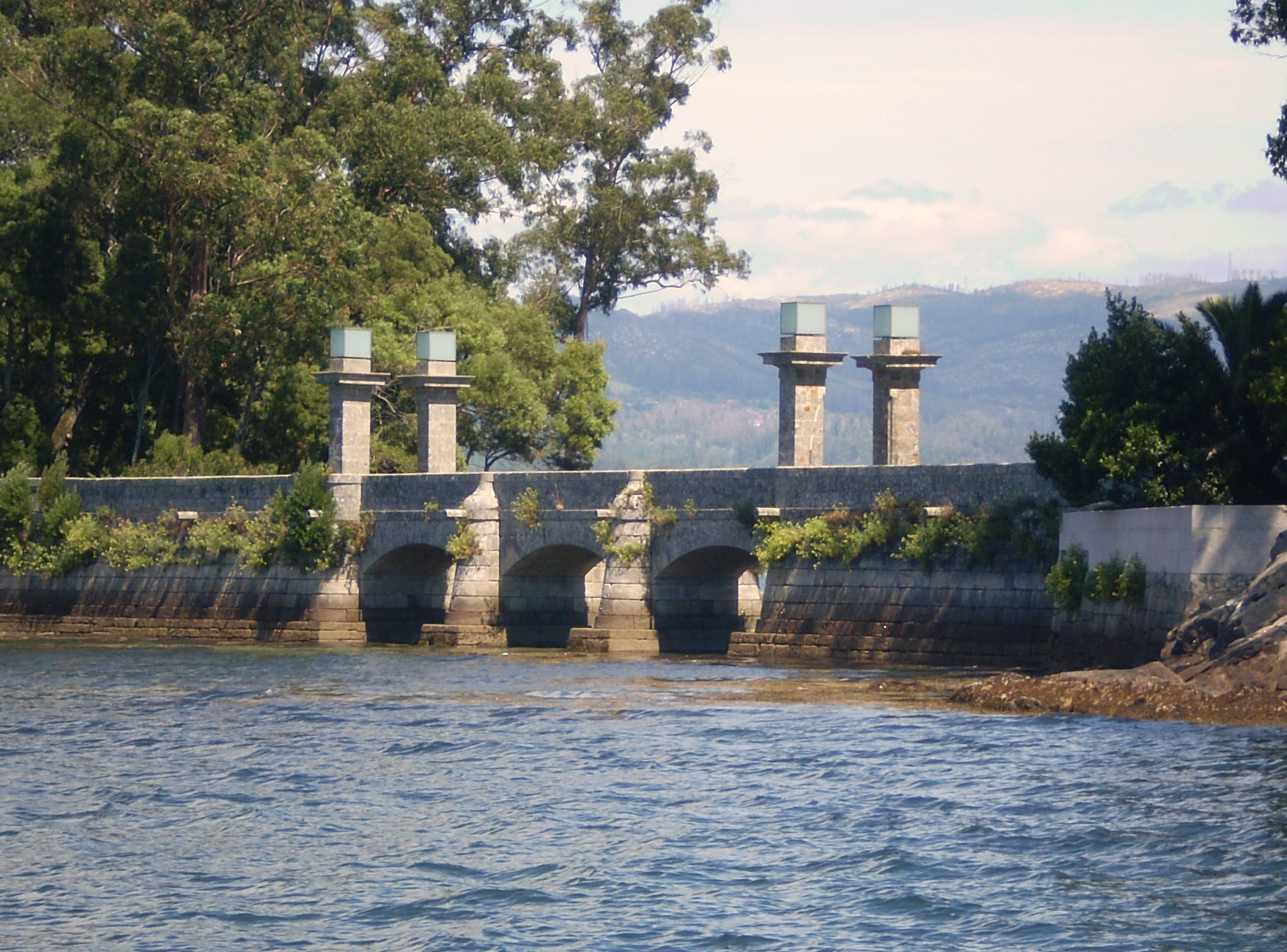
Pont reliant les deux îles